# سیارک ۵۶۹۷
سیارک ۵۶۹۷ (به انگلیسی: 5697 Arrhenius، نامگذاری:6766P-L) پنج هزار و ششصد و نود و هفتمین سیارک کشف شده‌است که در ۲۴ سپتامبر ۱۹۶۰ کشف شد.
قدر مطلق سیارک برابر ۱۲٫۰۰ است.